# 보이보디나의 문장

보이보디나의 문장

보이보디나의 전통적인 팔 코트 문장

보이보디나의 문장은 2002년 6월 28일에 제정되었다. 보이보디나의 국장은 공식 문장과 전통 문장 두 가지로 나누어 사용한다.
세르비아 보이보디나를 상징하는 문장으로 보이보디나 자치주에는 보이보디나의 문장, 보이보디나의 전통적인 문장 등 두 가지 팔 코트가 있다. 두 코트의 팔은 그 안에서 동등한 지위를 부여받는다. 2016년 채택된 보이보디나 전통기의 기호와 전통기호의 외관 및 사용에 관한 도의회 의사결정으로 이루어졌다.
보이보디나 의회는 2002년 6월 28일 보이보디나의 국장(coat of Vojvodina)을 채택했다. 무기의 코팅은 1848년부터 예문국경 깃발에서 나온 세르비아 보이보디나의 역사적인 무기의 코트에 기초한다. 국회는 2016년 9월 15일 전통무장을 채택했다.

## 역사
보이보디나의 팔 외투의 3개 분야에는 18세기에 부여된 보이보디나의 3개 역사적인 지역의 팔 외투가 있다.
- 바치카의 외투는 1699년 신성 로마 황제 레오폴트 1세(1657년~1705년)에 의해 부여되었다. 이후 1861년 바치보드로그 군(Batsch-Bodrog County)에서 유지되었다. 푸른 잔디밭에 푸른색 셔츠와 갈색 토가를 입은 생 폴이 금색 자루가 달린 내리찍은 은검을 능수능란하게 들고 검은 책(성경)을 들고 서 있다.[3] 바치카-보드로그 현은 제1차 세계 대전 이후 유고슬라비아와 헝가리로 나뉘었다. 북부 지역은 후에 헝가리의 바크-키스쿤 군으로 편입되었고, 또한 능숙한 절반에 성 바오로와 함께 무기를 사용한다.
- 사브르를 들고 붉은 색 위에 난무하는 황금사자는 테메스워의 바나트(세르비아인: 타미슈키 바나트). 오스트리아의 왕관 땅이었으며, 황제에 직접 대응하는 총독이었으며, 오스만 제국으로부터 이 지역이 점령된 1718년부터 폐지된 1779년까지 존재했다. 타미시 바나트의 무장은 합스부르크 가문의 가장 오래된 무기로서 파생된 것으로 다음과 같다. 또는 만연한 사자가 나른한 무장을 하고 아쥐레 왕관을 씌웠다. 무장은 이 땅을 황제의 개인 소유물[4]로 표시하며, 오스만 제국과의 국경[5]에 위치한다. 오늘날 팔의 외투는 보이보디나의 바나트 부분에서만 사용되고 있다. 루마니아의 바나트 부분의 팔의 외투도 부분적으로 그것을 기반으로 한다 파도 위의 갈매기들은 두 개의 아치형 개구부를 가진 다리로 방향을 잡거나 데미 라이온을 발사하거나 그것의 오른쪽 앞발에 사브르를 잡는 것으로부터 방향을 잡는다. 사자의 절반은 루마니아의 티미슈 군의 품에도 나타난다.
- 세 번째 문장은 1747년 오스트리아의 마리아 테레지아 황후가 부여한것인 스렘의 것이다. 현대 크로아티아 부코바르시르미아 군도 같은 코트의 무기를 사용한다. 파란색의 세 가지 흰 줄무늬는 스렘의 세 강인 보수트, 사바, 다뉴브강을 상징한다. 사슴 한 마리가 녹색 포플러나무 가까이에 있다. 그 나무는 역사를 통해 변했다. 원래 허가받은 나무는 편백나무였다. 현대 크로아티아 디자인은 참나무로 만들기 위해 선호했는데, 이 나무는 지역에 풍부하고 일종의 국가 상징이다. 마찬가지로 포플러는 세르비아와 연결되어 있다.[6]

## 문장
세르비아 보이보디나의 역사적인 무장은 1848년에 채택되었다. 중앙에는 세르비아 십자가가 있다.
왼쪽과 오른쪽에는 세르비아 보이보디나의 4대 역사적 지역인 스렘(왼쪽 위), 바나트(오른쪽 위), 바치카(왼쪽 아래), 바라냐(오른쪽 아래)의 작은 외투가 있다.
꼭대기에는 세인트 스테판 왕관이 있다. 세르비아인의 첫 번째 의도는 헝가리 왕국 내의 자치지역이 될 세르비아계 보이보디나를 만드는 것이었기 때문에 왕관을 군비 코트에 두었지만 세르비아계와 헝가리인의 전쟁이 시작된 이후 세르비아계 보이보디나를 헝가리 왕국에서 완전히 분리해야 한다는 취지로 바뀌었다. 이후 비엔나에 직접 종속되었다.
2015년 3월 17일, 보이보디나 의회는 1848년부터 무기와 국기의 역사적 외투의 병행 사용 법안에 대한 3분의 2의 표를 얻지 못했다.

## 역대 보이보디나의 문장

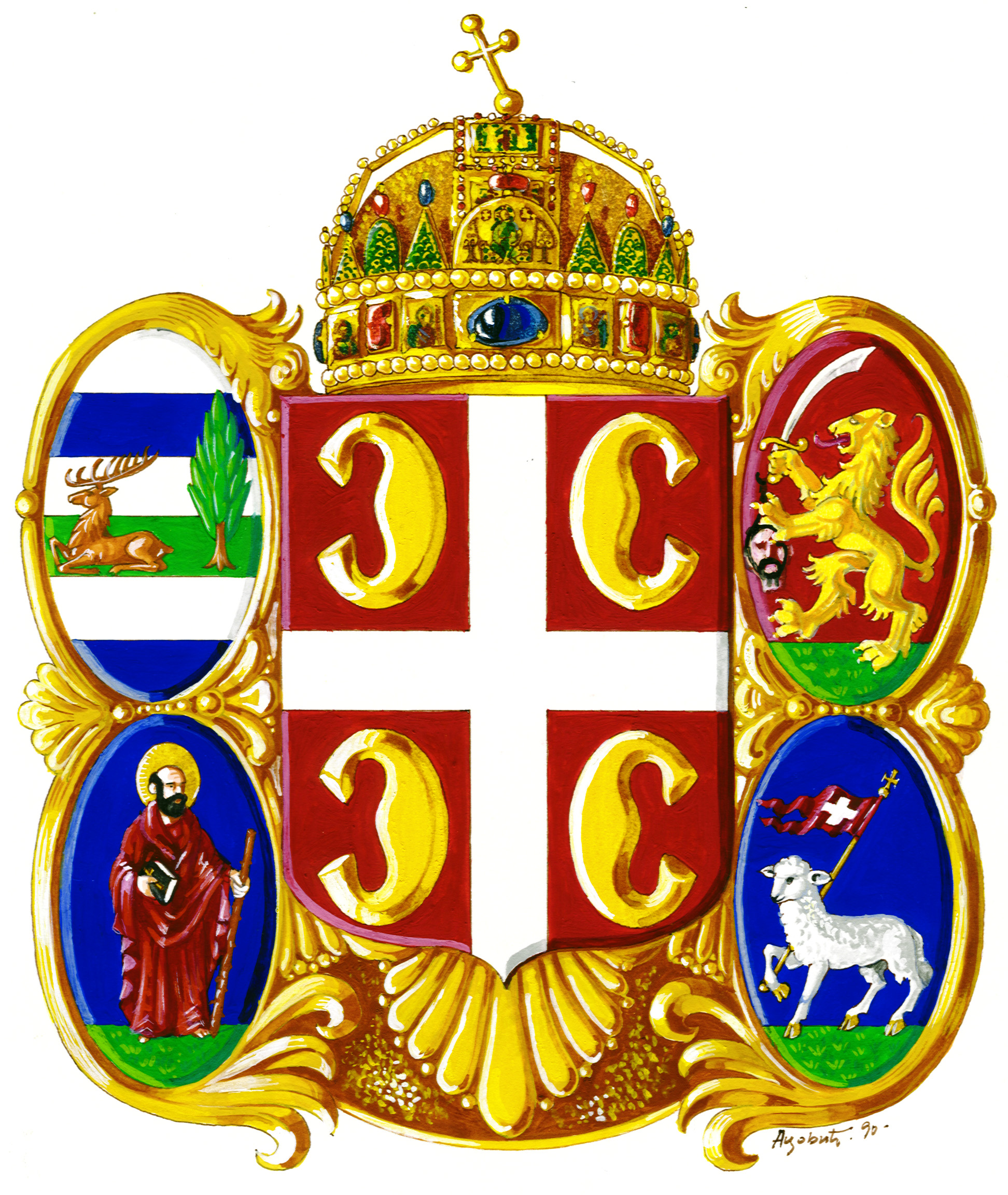
1848년 세르비아 보즈보디나의 국장, 4개의 엠블럼으로 문지방 인민수비대가 사용했다.
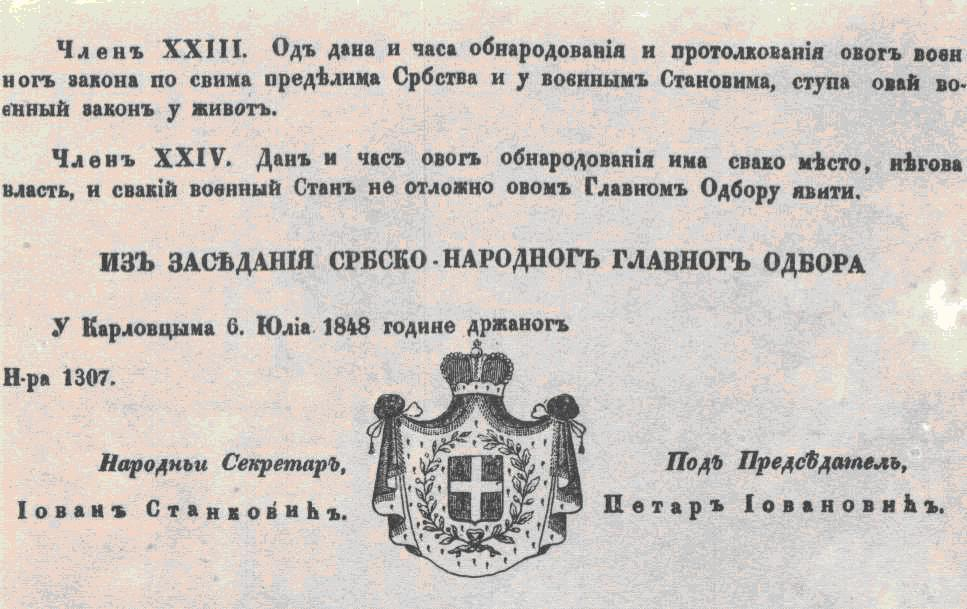
1848년 세르비아 공화국의 국장
1848년 세르비아 보이보디나의 국장
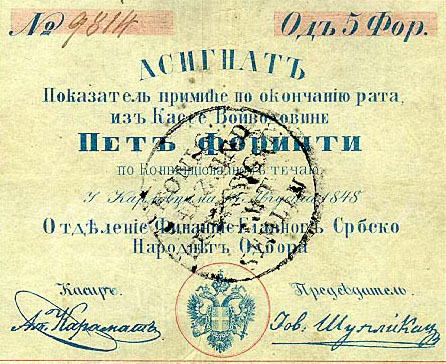
1848년 세르비아 보이보디나의 팔 외투에 네 개의 엠블럼이 부착되었다.

## 같이 보기
- 보이보디나의 국기
- 세르비아의 국장